# Quouïr
Quouïr est un podcast francophone réalisé par Rozenn Le Carboulec et diffusé sur la plateforme Nouvelles Écoutes, qui raconte les histoires de la communauté LGBQI+. Le titre est un mélange entre queer et le verbe ouïr.
La première saison traite du coming out à travers les parcours de six personnes LGBT,,,, la deuxième d'homoparentalité,. La troisième saison est un reportage sur un jeune adolescent gay que ses parents, militants de la Manif pour tous, faisaient participer aux manifestations en opposition à la loi sur le mariage des couples homosexuels en France en 2012 et 2013,.